# Aleksander Orłowski
Aleksander Orlowski, né le 9 mars 1777 à Varsovie et mort le 13 mars 1832 à Saint-Pétersbourg, est un peintre et dessinateur polonais, et un pionnier de la lithographie dans l'Empire russe. Il est également militaire.

## Biographie
Orłowski naît le 9 mars 1777 à Varsovie, dans une famille noble pauvre, son père est tenancier de taverne. Dans sa petite enfance, il est connu comme un prodige, et rapidement Izabela Czartoryska finance ses premiers cours de peinture avec l'artiste Jan Piotr Norblin.

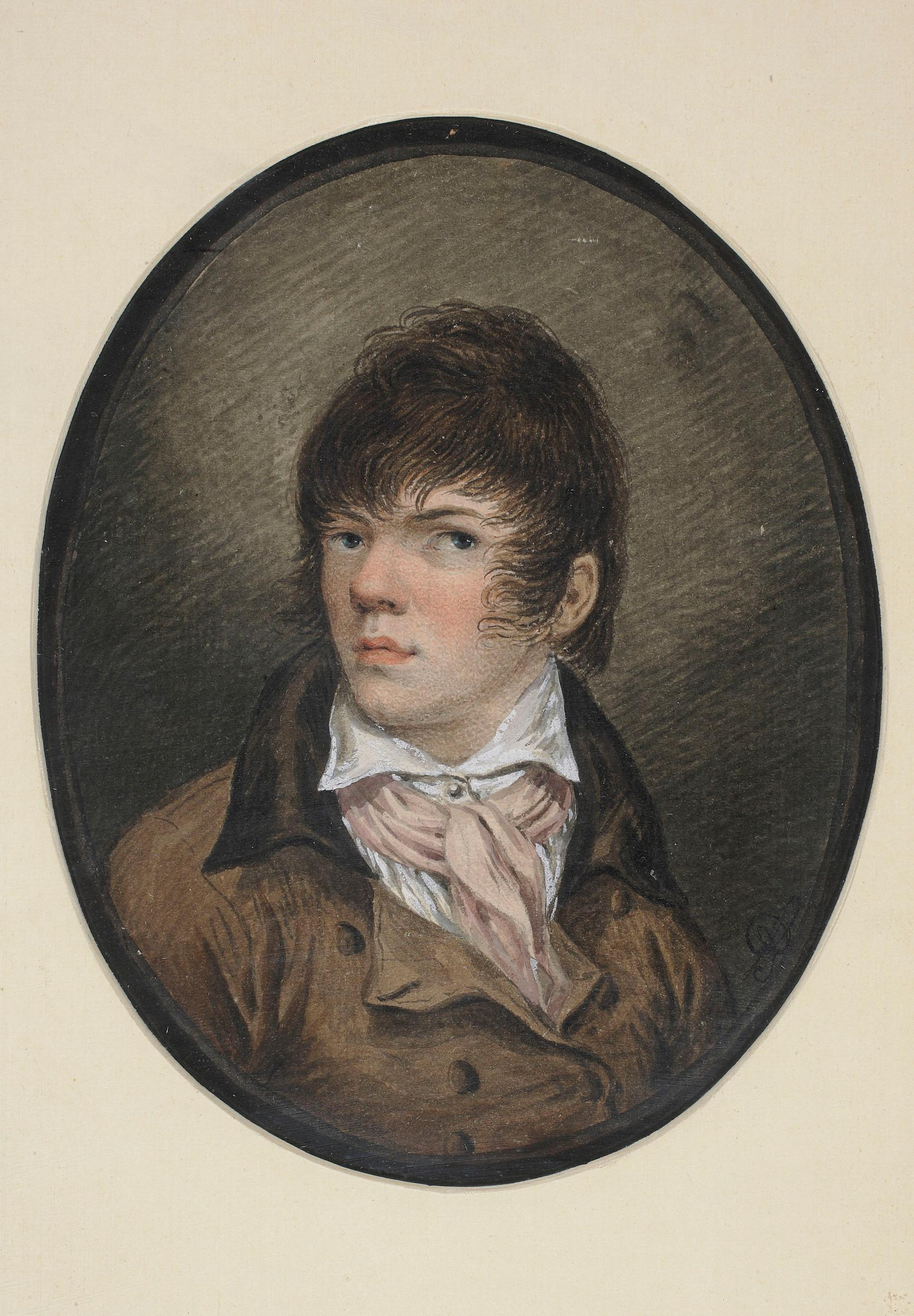
Aleksander Orłowski, Autoportrait à un jeune âge (1800, musée national de Varsovie).

En 1793, Orłowski rejoint l'armée polonaise et participe au soulèvement de Kościuszko contre la Russie impériale et la Prusse ; il est blessé et retourne à Varsovie pour poursuivre ses études, financées par le prince Józef Poniatowski. Il étudie avec de nombreux peintres de renom de l'époque, dont Norblin, Marcello Bacciarelli et Wincenty de Lesseur (en). 
En 1802, après les partages de la Pologne, il s'installe en Russie, où il devient un pionnier de la lithographie. 
Ses œuvres comprennent d'innombrables croquis de la vie quotidienne en Pologne et en Russie, ainsi que des scènes du soulèvement de Kościuszko et d'autres guerres polonaises. 
Il peint des scènes de bataille à la manière de Salvator Rosa et des scènes de genre à la manière de son maître J. P. Norblin et des peintres hollandais, notamment Rembrandt. Il est un dessinateur et un observateur habile et est capable de représenter la vie et les genres de son époque souvent avec un humour caricatural. Il reproduit ses dessins en lithographie, introduisant cette technique en Russie pour la première fois. Son influence  sur l'art polonais est grande.
Il meurt le 13 mars 1832 à Saint-Pétersbourg.
Aleksander Orłowski est mentionné dans Pan Tadeusz, un poème écrit par Adam Mickiewicz en 1834, ainsi que dans les œuvres d'Alexandre Pouchkine.

## Exposition américaine
En 1973, sa première exposition américaine a eu lieu au Hopkins Center Museum du Dartmouth College. Ses peintures Kozak poi konie et Kozak na koniu ont été exposées et vendues aux enchères par la Pol-Art Gallery à la Fondation Kosciuszko à New York le 7 février 1987. La valeur estimée de la vente aux enchères était comprise entre 8 000 et 9 000 dollars.